# Solenopsis basalis
Solenopsis basalis är en myrart som beskrevs av Auguste-Henri Forel 1896. Solenopsis basalis ingår i släktet eldmyror, och familjen myror.

## Underarter
Arten delas in i följande underarter:
- S. b. basalis
- S. b. major
- S. b. oculatior
- S. b. raptor
- S. b. urichi
- S. b. vittata